# 伯根航空301號班機空難
伯根航空301號班機（Birgenair Flight 301）是一架隸屬土耳其包機業者伯根航空的波音757-225，1996年2月6日，飛機於多明尼加共和國首都聖多明哥起飛後5分鐘突然左傾落海，機上189人（含機組員），無一生還。注册编号N516EA的涉事波音757-225原預定交付美国东方航空，配备有兩具两台罗尔斯·罗伊斯RB211-535E4发动机。

## 事故
當日，原本飛往法蘭克福的班機故障，地勤人員至機坪尋找替代飛機。正好伯根航空有一架波音757已在機坪內待了三個星期多，便受命進行此次飛行。
晚上11時03分，301號班機獲准離開登機門，在跑道上滑行；就在此時，機長發現他的空速表過慢，於是要求副機師告訴他速度。
但啟動自動駕駛以後，機長的空速表加速了，副機長的卻慢了下來，飛行管理電腦也發出矛盾緊急訊號譬如方向舵比率、超速、速度太低及飛行高度太低等，把機組員弄得一頭霧水。
由於飛機上的警報指示飛機速度過高，於是機長把節流閥往後拉以減速，但其實飛機正在失速，他們不能夠準確地觀察飛機的飛行速度及垂直上升速度，結果飛機真的開始失速，飛行高度正以極快的速度下降，但高度計卻沒有任何相對應的改變。雖然當時高度計指著2000英尺，但實際高度卻不到500英呎。機長未聽從副駕駛建議拉低機頭以擺脫失速，亦未聽從接班機長建議查看ADI修正飛機揚角，反而意圖靠最大推力加速致使引擎無法承受。此時，飛機的一號引擎停止運作，令客機向左傾側，繼而翻滾進入全失速狀態。機組人員完全沒法於全失速的狀態下控制飛機，飛機在大約在起飛的5分鐘之後粉碎性解體沈沒。

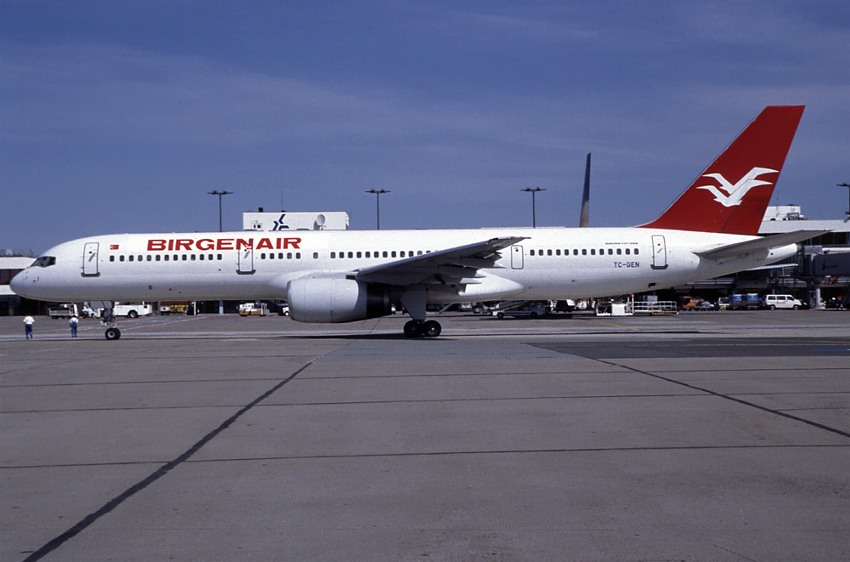
出事前的伯根航空757客機，機身編號TC-GEN。攝於1995年7月的柏林-舍訥費爾德國際機場

## 搜救及調查
空難發生後，救援人員已即時於附近海域搜救。可是，由於天氣情況欠佳，加上出事海域有很多鯊魚，增加救援難度。最終，這次空難共釀成189人死亡，無人生還。
這是波音757歷來發生的第三次空難（前兩次分別為1990年10月2日的中國南方航空2812號班機和1995年12月20日的美國航空965號班機）。
調查由多明尼加的調查局負責，美國的國家運輸安全委員會（NTSB）協助。當地搜尋人員獲得美國海軍協助，於空難發生後三星期於7,200呎深海底打撈出出事客機的黑盒。其後的空難原因調查揭示儀器發生錯誤的主要原因是飛機駕駛艙外下方的皮托管受損或被堵塞。皮托管的功用是提供飛機飛行時的空速，一旦被堵塞，空速表便會提供錯誤資訊予機員。
由於沒法打撈殘骸，因此皮托管為何被堵塞仍是未知之數。調查人員發現，機場的地勤人員在出事客機停留在機場的三星期內，從來沒有為該客機的皮托管蓋上保護蓋。雖然這樣可以排除客機的皮托管在起飛時被保護蓋封住的可能性，但這也違反航空守則。因為飛機在機場被閒置或等候任務時，必須為皮托管加上保護蓋。
在當地有一種學名稱為Sceliphron caementarium的胡蜂（當地人稱為泥蜂），習慣於管狀物內用泥土築巢，而且這種胡蜂在當地可說無處不在，當然包括機場。因此調查員認為飛機停在停機坪時，極可能是這種昆蟲於飛機沒有受保護的皮托管內築巢。
另外，肇事駕駛員亦要為空難負責。當機長發現他的空速表有故障時，並沒有終止起飛。及後的一連串失誤，終令客機進入無可挽救的地步。為何機長當初沒有放棄起飛？由於出事當晚，當地天氣不穩且下著雨，因此機長可能是怕飛機在高速運行中，加上濕滑的跑道，令機長不敢冒險剎停飛機。但最可能的原因是，該飛機連同機組員待在當地足足三星期多，令機員思鄉心切，於是明知飛機儀表故障，卻認為只是小問題而強行起飛。
飛機起飛後約一分鐘，駕駛員將飛機設定為自動飛行狀態。此時飛機的仰角提高，出現這種狀態，是因為飛機空速過高，自動駕駛系統便會抬高機鼻以達至減速效果。但自動駕駛系統只是以機上的儀表顯示的資訊給予反應，雖然當時機長的空速表顯示飛機超速，可是實際上，副機長的空速表所顯示的速度不斷減少，卻是飛機當時的真正狀況。機長卻忽略了副機長的顯示器，因而魯莽地將節流閥往後拉，結果導致飛機失速。
當飛機失速時，副機長及後備機長曾向機長建議讓飛機機鼻朝下，讓飛機以俯衝姿態，令空氣在飛機機翼下流過產生升力，飛機便可停止下墜，但當時機長對機員建議完全沒有回應。可能是機長當時已方寸大亂，又或是機長認為他有相當駕駛757的經驗，自尊心令他忽視只有75小時駕駛757經驗的資淺副機長的建議。無論如何，他們錯過了仍有足夠高度下挽救飛機，最終導致189人死亡，航空業敬老尊賢的文化也變成這次害死189人的幫兇。

## 事故之後

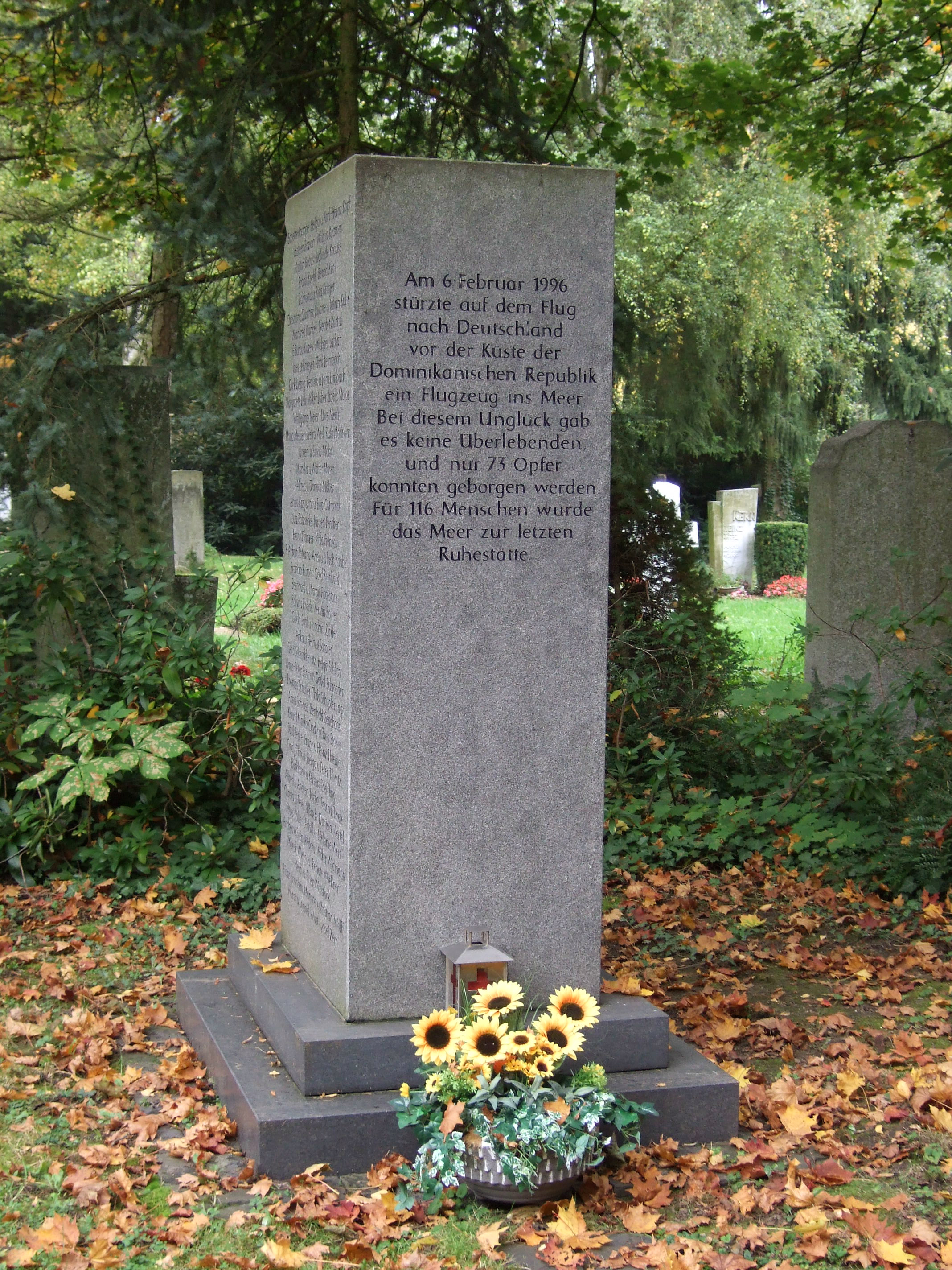
位於法蘭克福墓園的紀念碑，以紀念伯根航空301號班機的死難者

空難發生後，當局要求波音改進757的設計，波音飞机增加了驾驶员空速表和副驾驶员空速表不同时的警告。同时，波音將這次空難的個案納入機員培訓項目。
死難者家屬及有關當局於法蘭克福的墓園設置紀念碑，以紀念空難的罹難者。而伯根航空於同年年尾結業。
同年10月2日，類似的意外發生在秘魯航空603號班機身上，這次共造成70人死亡。

## 類似事故
- 秘魯航空603號班機 - 肇事的757客機於停機坪進行清洗時，靜壓孔被膠帶覆蓋以作保護。但飛機清潔完畢後，工作人員忘了將膠帶除下。結果飛機起飛後，機組員接收錯誤顯示，最終飛機墜毀於海中，並造成70人死亡。
- 法國航空447號班機空難 - 天候因素加上飛機的空速感應器「皮托管」凍結，致使飛機的電腦系統接續失靈，最終飛機墜毀於海中。

## 外部連結
- （西班牙文） "REPORTE FINAL ACCIDENTE AEREO BIRGENAIR, VUELO ALW-301, FEBRERO 06,1996." (（页面存档备份，存于）). Dirección General de Aeronáutica Civil (Dominican Republic).
- （英文） "FINAL AVIATION ACCIDENT REPORT BIRGENAIR FLIGHT ALW-301 PUERTO PLATA, DOMINICAN REPUBLIC FEBRUARY 6, 1996" – English translation done by the Air Line Pilots Association (ALPA).（英文）
- （德文） "Bericht der Direccion General de Aeronautica Civil der Dominikanischen Republik über die Untersuchung des Unfalles mit dem Flugzeug Boeing B-757 am 06. Februar 1996 bei Puerto Plata." (Draft Final Report) – Dirección General de Aeronáutica Civil – Prof. Peter B. Ladkin, PhD obtained a copy from the Deutsche Luftfahrtbundesamt – His group digitised a copy sent by Karsten Munsky, a EUCARE Member in Berlin – Document prepared for the World Wide Web by Marco Gröning and Ladkin ()
- Aviation Safety Network 報告（页面存档备份，存于）
- AirDisaster.Com 報告